# Bromus macrocladus
Bromus macrocladus är en gräsart som beskrevs av Pierre Edmond Boissier. Bromus macrocladus ingår i släktet lostor, och familjen gräs. Inga underarter finns listade i Catalogue of Life.